# Innogames
Innogames GmbH (enligt företaget skrivet InnoGames) är ett tyskt datorspelsföretag som huvudsakligen utvecklar och publicerar webbläsarbaserade onlinespel. Företaget grundades den 1 januari 2008 och har sitt huvudkontor i Hamburg. Deras kändaste spel är troligtvis medeltidsspelet Tribal Wars, men de ansvarar även för titlar som Grepolis som vann en "MMO of the year" 2012.